# 長鬚錐頜象鼻魚
長鬚錐頜象鼻魚，為輻鰭魚綱骨舌魚目象鼻魚科的其中一種。分布於非洲盧安達、蒲隆地、烏干達、肯亞及坦尚尼亞的淡水流域，棲息於水底，具有發電器官，用來偵測獵物。